# Torre Nvbola
La Torre Nvbola es un rascacielos de usos mixtos, ubicado en el distrito sonata, en el municipio de San Andrés Cholula en el estado de Puebla, México. Iniciada en 2013 y originalmente programada para completarse en 2016, la torre se completó en 2022 pero aún no ha sido inaugurada, tiene 198 m (649,6 pies) de altura y cuenta con 42 pisos. 

## Historia
La torre está ubicada en el municipio de San Andrés Cholula del estado de Puebla. La torre fue propuesta en el año 2012 y su construcción comenzó hasta 2013, estaba previsto que se convirtiera en el edificio más alto de Puebla y en el edificio residencial más alto de México en un tiempo récord de tres años y diez meses. Sin embargo, debido a la interrupción de la construcción de la construcción de la torre, esta fue superada por la Torre InXignia JV, cuya construcción se completó en 2020.

### Arquitectura
Durante el proceso de construcción, fueron utilizados 80 pilotes de hormigón durante la cimentación a una profundidad de más de 30 metros agrupados en un cubo gigante del tamaño de 9400 metros cúbicos de concreto, similar a tres canchas de tenis. Tan solo los pilotes equivalen al material suficiente para un edificio de once plantas. Todo el concreto fue operado por una bomba robótica que vertió el concreto subiendo losa por losa. E En una entrevista de 2013, el arquitecto mexicano Bosco Gutiérrez Cortina afirmó: "«Arquitectónicamente, Nvbola tiene algo que nunca he visto en ningún otro edificio en México, que es la generosidad de los espacios interiores. Los departamentos tienen una altura de 3.60 metros. 360 es un número mágico, son 15 yardas. Nvbola regresa a 360, y eso me impresionó».

La torre alberga en total 174 unidades de apartamentos y 12 áreas sociales. Una vez concluido e inaugurado, el edificio contará con cinco secciones: área comercial, oficinas, departamentos, amenidades y un helipuerto en la cima. Los apartamentos tendrán una altura de 3.6 metros y podrán tener hasta 405 m² (4359,4 ft²)  de superficie útil. Las últimas plantas albergarán una piscina, un spa y un gimnasio.